# NGC 7130
NGC 7130 é uma galáxia espiral (Sa) localizada na direcção da constelação de Piscis Austrinus. Possui uma declinação de -34° 57' 10" e uma ascensão recta de 21 horas, 48 minutos e 19,3 segundos.
A galáxia NGC 7130 foi descoberta em 25 de Setembro de 1834 por John Herschel.